# František Němeček (fotbalista)
František Němeček (* 1949) je bývalý český fotbalista, záložník.

## Fotbalová kariéra
V československé lize hrál za Spartak Hradec Králové. Nastoupil v 13 ligových utkáních. Gól v lize nedal.

## Ligová bilance
| Ročník                                   | Zápasy | Góly | Klub                   |
| ---------------------------------------- | ------ | ---- | ---------------------- |
| 1. československá fotbalová liga 1972/73 | 13     | 0    | Spartak Hradec Králové |
| CELKEM 1. liga                           | 13     | 0    |                        |